# Nauris Miezis
Nauris Miezis   (municipi de Ķekava, 31 de març de 1991) és un esportista letó que competeix en bàsquet en la modalitat de 3×3. Va participar en els Jocs Olímpics de Tòquio 2020, on hi va guanyar una medalla d'or al torneig masculí, conjuntament amb Agnis Čavars, Edgars Krūmiņš, i Kārlis Lasmanis.

## Palmarès internacional
| Jocs Olímpics | Jocs Olímpics  | Jocs Olímpics | Jocs Olímpics   |
| Any           | Lloc           | Medalla       | Competició      |
| ------------- | -------------- | ------------- | --------------- |
| 2020          | Tòquio ( Japó) | 1             | Torneig masculí |